# روکله
روکله (به لاتین: Rokle) یک منطقهٔ مسکونی در جمهوری چک است که در ناحیه خوموتوو واقع شده‌است. روکله ۱۳٫۵۶ کیلومتر مربع مساحت و ۲۴۲ نفر جمعیت دارد و ۳۴۰ متر بالاتر از سطح دریا واقع شده‌است.